# Oberschule (Sachsen)

Bundesländer mit teilintegrativen Gesamtschulen (ohne gymnasialen Zweig)

Oberschule ist die Bezeichnung, welche öffentliche Schulen mit den zwei Angeboten des Mittleren Schulabschlusses und des Hauptschulabschlusses im Freistaat Sachsen seit 1. August 2013 führen (§ 2 Abs. 4 SOOSA). Diese Schulart wurde am 1. August 1991 unter der Bezeichnung „Mittelschule“ in Sachsen eingeführt und weiterentwickelt.
Sie vermittelt eine allgemeine und berufsvorbereitende Bildung (§ 6 des Sächsischen Schulgesetzes). Sie ist eine differenzierte Schulart und gliedert sich in einen Hauptschulbildungsgang und einen Realschulbildungsgang. Damit unterscheidet sich die Oberschule von den in westlichen Bundesländern etablierten Gesamtschulen durch das Fehlen des gymnasialen Zugs. Die Schüler erwerben mit dem erfolgreichen Besuch der Klassenstufe 9 den Hauptschulabschluss. Mit Ablegung einer Prüfung nach erfolgreichem Besuch der Klassenstufe 9 kann der Qualifizierende Hauptschulabschluss erworben werden. Mit erfolgreichem Besuch der Klassenstufe 10 und bestandener Abschlussprüfung erwerben die Schüler im Realschulbildungsgang den Realschulabschluss. Ein Übergang auf das Gymnasium ist möglich.
Die Oberschule umfasst die Klassenstufen 5 bis 10. Nach der 6. Klasse erhalten die Schüler eine weitere Bildungsempfehlung für die weitere Schullaufbahn (Oberschule/Gymnasium). Ab Klassenstufe 7 beginnt eine auf Leistungsentwicklung und Abschlüsse bezogene Differenzierung. An der Oberschule gibt es einen besonderen Profilbereich.
Seit dem Schuljahr 2013/2014 werden in den Klassen 5 und 6 besondere Fördermöglichkeiten für Schüler angeboten, die auf ein Gymnasium wechseln wollen. Zudem wird flächendeckend eine zweite Fremdsprache ab Klasse 6 angeboten.
Vergleichbare Schulformen sind auch die Regelschule in Thüringen, die Regionale Schule in Mecklenburg-Vorpommern, die Sekundarschule in Sachsen-Anhalt sowie die Oberschule in Brandenburg und in Bremen.
Die Bezeichnung Oberschule ist für Mittelschulen in freier Trägerschaft nicht verbindlich.